# Међуопштинска лига "Север"
Међуопштинска лига север, међуопштинске лиге су шести ниво лигашких фудбалских такмичења у Србији. Лига броји 16 клубова.
Територијално покрива Град Јагодину, Рековац и Свилајнац.
Виши степен такмичења је поморавско окружна лига, a нижи Општинска лига Јагодина